# Championnats de France d'athlétisme 1955
Navigation
Championnats 1954 Championnats 1956
Les Championnats de France d'athlétisme 1955 ont eu lieu les 6 et 7 août 1955 au Stade Yves-du-Manoir de Colombes. 

## Palmarès
| Discipline        | Hommes                   | Hommes          | Femmes                | Femmes       |
| ----------------- | ------------------------ | --------------- | --------------------- | ------------ |
| 100 m             | Alain David              | 10 s 5          | Catherine Capdevielle | 11 s 8       |
| 200 m             | Jean-Paul Martin-du-Gard | 21 s 7          | Nicole Blottin        | 25 s 5       |
| 400 m             | Jean-Pierre Goudeau      | 48 s 8          | -                     | -            |
| 800 m             | Patrick El Mabrouk       | 1 min 52 s 0    | Claude Laurent        | 2 min 16 s 7 |
| 1 500 m           | Michel Bernard           | 3 min 58 s 0    | -                     | -            |
| 5 000 m           | Alain Mimoun             | 14 min 37 s 0   | -                     | -            |
| 10 000 m          | Alain Mimoun             | 30 min 27 s 0   | -                     | -            |
| 80 m haies        | -                        | -               | Denise Guénard        | 11 s 3       |
| 110 m haies       | Jacques Dohen            | 14 s 4          | -                     | -            |
| 400 m haies       | Guy Cury                 | 53 s 0          | -                     | -            |
| 3 000 m steeple   | Julien Soucours          | 9 min 20 s 8    | -                     | -            |
| 20 km marche      | Roland Griset            | 1 h 41 min 04 s | -                     | -            |
| Saut en longueur  | Paul Laigre              | 7,41 m          | Suzanne Glotin        | 5,60 m       |
| Triple saut       | Eric Battista            | 15,19 m         | -                     | -            |
| Saut en hauteur   | Papa Gallo Thiam         | 1,95 m          | Simone Peirone        | 1,55 m       |
| Saut à la perche  | Roland Gras              | 3,90 m          | -                     | -            |
| Lancer du poids   | Raymond Thomas           | 15,45 m         | Geneviève Heymans     | 12,55 m      |
| Lancer du disque  | Jean Darot               | 47,49 m         | Paulette Laurent      | 38,27 m      |
| Lancer du marteau | Guy Husson               | 52,70 m         | -                     | -            |
| Lancer du javelot | Michel Macquet           | 66,42 m         | Evelyne Pinard        | 40,22 m      |